# Сабина Берман
Сабина Берман (на испански: Sabina Berman) е мексиканска журналистка, драматург и писателка на произведения в жанра съвременна драма.

## Биография и творчество
Сабина Берман е роден на 21 август 1955 г. в Мексико Сити, Мексико, в емигрантско семейство на полски евреи. Има двама братя и една сестра. Учи психология и мексиканска филология в Ибероамериканския университет в столицата. Докато следва, печели конкурс за университетския театър. Напуска университета и се насочва към актьорска кариера. Печели Националната награда за театър четири години подред – 1979, 1980, 1981 и 1982 г.
На 30 години се премества в Испания, където започва да пише в продължение на три години. Завръща се в Мексико и почти всяка година прави премиера на пиеса. Пиесите ѝ са особено популярни в испаноезичните страни. Сред пиесите ѝ са „Между Панчо Виля и гола жена“, „Внезапна смърт“, „Молиер“, „Честит доктор Фройд от новия век“, „eXtras“.
През 1979 г. е съсценарист за филма на ужасите „La tía Alejandra“, за който получава наградата „Ариел“.
Първата ѝ книга „Rompecabezas“ е издадена през 1982 г. Романът ѝ „Момичето, което плуваше с делфини“ от 2010 г. става международен бестселър. Творбите ѝ засягат проблемите на феминизма, пола и малцинствата в мексиканското общество.
Пише статии за седмичника „Ел Универсал“, и за списанията „Венити Феър“ и „Куин“. Чете лекции в Нюйоркския университет, Йейлския университет и Калифорнийския университет в Бъркли.

## Произведения
- Rompecabezas (1982)
- La maravillosa historia de Chiquito Pingüica (1984) – в антологията „Ноевият ковчег“ на Емилио Карбалидо
- Lunas (1989) – поезия
- Muerte súbita (1989)
- Volar (1992)
- La grieta (1992)
- En el nombre de Dios (1993)
- Entre Villa y una mujer desnuda (1993)
- Berman (1995)
- Un grano de arroz (1995)
- La bobe (1997)
- Amante de lo ajeno (1997)
- Mujeres y poder (2000) – с Дениз Макеркер
- Molière (2000)
- Feliz nuevo siglo doktor Freud (2002)
- La mujer que buceó dentro del corazón del mundo (2010)
Момичето, което плуваше с делфини, изд.: ИК „Бард“, София (2012), прев. Виктория Недева
- El Dios de Darwin (2014)
- Matemáticas para la felicidad y otras fábulas (2017)

### Екранизации
- 1979 La tía Alejandra – сценарий
- 1996 Entre Pancho Villa y una mujer desnuda
- 1999 Mujeres y poder – документален ТВ сериал
- 1999 Brisa de Navidad – документален ТВ сериал
- 2007 Shalalá – ТВ сериал, сценарий
- 2009 Задният двор – сценарий
- 2010 200 años de mexicanos en movimiento – сценарий
- 2012 Amante de lo ajeno
- 2014 Gloria
- 2016 Heaven in Auschwitz – документален
- 2016 Macho